# إيفال كورنر
إيفال كورنر هو موزع وموسيقي تشيكي، ولد في 20 يناير 1926 في Nejdek ‏ في التشيك، وتوفي في 11 سبتمبر 2010 في برن في سويسرا.